# Andrena urdula
Andrena urdula är en biart som beskrevs av Warncke 1965. Andrena urdula ingår i släktet sandbin, och familjen grävbin. Inga underarter finns listade i Catalogue of Life.